# Jardin des Voix
 (septembre 2021).
Le Jardin des Voix est une académie créée par Les Arts Florissants et dirigée par William Christie qui a pour but de former et d'offrir une exposition au public à des jeunes chanteurs baroques.

## Histoire
La première édition du Jardin des Voix a eu lieu en 2002 au Théâtre de Caen, lieu de résidence des Arts florissants. Depuis 2005, le Jardin des Voix revient tous les deux ans (2007, 2009, 2011, 2013, 2015). Il fut initié par William Christie et Kenneth Weiss pour les trois premières éditions, Paul Agnew remplaçant ce dernier en 2009.

## Déroulement
Des auditions dans plusieurs villes européennes permettent de sélectionner une dizaine de jeunes chanteurs qui participent à des cours de chants et des conférences sous la direction de William Christie et Paul Agnew. À l'issue de la formation intensive de trois semaines, les élèves partent en tournée mondiale avec les Arts florissants.

## Participants

### Édition 2002[2]
| Noms                   | Voix          | Pays d'origine |
| ---------------------- | ------------- | -------------- |
| Soledad Cardoso        | Soprano       | Argentine      |
| Céline Ricci           | Soprano       | France         |
| Orlanda Velez Isidro   | Soprano       | Portugal       |
| Blandine Staskiewicz   | Mezzo-soprano | France         |
| Christophe Dumaux      | Contreténor   | France         |
| Jeffrey Thompson       | Ténor         | États-Unis     |
| Marc Mauillon          | Baryton       | France         |
| Gabriel Perez-Bermudez | Baryton       | Espagne        |
| João Fernandes         | Basse         | Portugal       |

### Édition 2005[3]
| Noms                 | Voix | Pays d'origine |
| -------------------- | ---- | -------------- |
| Amel Brahim-Djelloul |      | France-Algérie |
| Claire Debono        |      | Malte          |
| Judith Van Wanroij   |      | Pays-Bas       |
| Xavier Sabata        |      | Espagne        |
| Andrew Tortise       |      | Royaume-Uni    |
| André Morsch         |      | Allemagne      |
| Konstantin Wolff     |      | Allemagne      |

### Édition 2007[4]
| Noms                  | Voix          | Pays d'origine  |
| --------------------- | ------------- | --------------- |
| Sonya Yoncheva        | Soprano       | Bulgarie        |
| Claire Megnaghi       | Soprano       | Italie-Israël   |
| Laura Hynes Smith     | Soprano       | États-Unis      |
| Francesca Boncompagni | Soprano       | Italie          |
| Amaya Dominguez       | Mezzo-soprano | France          |
| Michal Czerniawski    | Contreténor   | Pologne         |
| Nicholas Watts        | Ténor         | Royaume-Uni     |
| Juan Sancho           | Ténor         | Espagne         |
| Jonathan Sells        | Basse         | Royaume-Uni     |
| Pascal Charbonneau    | Ténor         | Canada (Québec) |

### Édition 2009[5]
| Noms                  | Voix          | Pays d'origine |
| --------------------- | ------------- | -------------- |
| Emmanuelle de Negri   | Soprano       | France         |
| Tehila Nini-Goldstein | Soprano       | Israël         |
| Katherine Watson      | Soprano       | Royaume-Uni    |
| Maarten Engeltjes     | Contreténor   | Pays-Bas       |
| Sean Clayton          | Ténor         | Royaume-Uni    |
| Andreas Wolf          | Baryton-basse | Allemagne      |

### Édition 2011[6]
| Noms                      | Voix          | Pays d'origine |
| ------------------------- | ------------- | -------------- |
| Élodie Fonnard            | Soprano       | France         |
| Rachel Redmond            | Soprano       | Écosse         |
| Anna Reinhold             | Mezzo-soprano | France         |
| Francisco Fernández-Rueda | Ténor         | Espagne        |
| Reinoud van Mechelen      | Ténor         | Belgique       |
| Callum Thorpe             | Basse         | Royaume-Uni    |

### Édition 2013[7]
| Noms                | Voix          | Pays d'origine |
| ------------------- | ------------- | -------------- |
| Daniela Skorka      | Soprano       | Israël         |
| Emilie Renard       | Mezzo-soprano | Royaume-Uni    |
| Benedetta Mazzucato | Contralto     | Italie         |
| Zachary Wilder      | Ténor         | États-Unis     |
| Victor Sicard       | Baryton       | France         |
| Cyril Costanzo      | Basse         | France         |

### Édition 2015[8]
| Noms                | Voix          | Pays d'origine |
| ------------------- | ------------- | -------------- |
| Lucía Martín-Cartón | Soprano       | Espagne        |
| Lea Desandre        | Mezzo-soprano | France         |
| Carlo Vistoli       | Contreténor   | Italie         |
| Nicholas Scott      | Ténor         | Royaume-Uni    |
| Renato Dolcini      | Baryton       | Italie         |
| John-Taylor Ward    | Basse         | États-Unis     |

## Discographie
- Le Jardin des Voix, de William Christie, Amel Brahim-Djelloul, Claire Debono, Judith Van Wanroij, Xavier Sabata, Andrew Tortise, André Morsch, Konstantin Wolff. Virgin Classics (compilation), 2006.

## Filmographie
- Baroque académie, de Priscilla Pizzato et Martin Blanchard, sur l'édition 2007[9].